# Oakland (Oregon)
Oakland is een stad in de Douglas County, in de Amerikaanse staat Oregon, De stad behoort tot de kleine groep steden van Amerika, die ook een city worden genoemd. Oakland had bij de telling van 2000 954 inwoners.
Oakland is gelegen in het zuiden van de staat Oregon. De plaats ontstond nadat in 1846 emigranten in een nederzetting opzette. Oorspronkelijk was het alleen de bedoeling als tijdelijke nederzetting, een tussenstop om de strenge winters te overleven. om daarna meer noordelijk door te trekken in de lente. Een klein deel van die emigranten bleven echter.
Met de komst van een korenmolen, gebouwd door een van de eerste emigranten Joseph A. Cornwall in 1851 groeide de plaats naar een vastere nederzetting aan de Calapooya Creek. Door de komst van spoorlijn in de buurt werd de plaats verhuisd onder leiding van ene Alonzo F. Brown in 1872.
Rond 1900 was Oakland de grootste kalkoen-import center van het westen van de Verenigde Staten en speelde ook op de wereldmarkt een belangrijke rol. In 1929 was het ook sponsor van de eerste Northwestern Turkey Show, wat ook de grootste kalkoenshow is van de wereld. Oakland kreeg dan ook snel de bijnaam "Turkey capital of the World, de "kalkoen hoofdstad van de wereld".
Oakland is een beschermd stadsgezicht, zowel in de staat (sinds mei 1968) als ook in landelijk sinds maart 1986. Het is beschermd omdat de stad de nog typische Amerikaanse woningen van de 19e eeuw kent. Met de veel uit wildwestfilms bekende hoge veranda gebouwen en winkels en cafés. Zelf een winkel uit 1887 bestaat nog steeds, Stearns Hardware.

## Plaatsen in de nabije omgeving
De onderstaande figuur toont nabijgelegen plaatsen in een straal van 24 km rond Oakland.